# هرکه شد محرم دل در حرم یار بماند
غزلی با مطلع «هرکه شد محرم دل در حرم یار بماند» غزل شمارهٔ ۱۷۸ از دیوانِ حافظ در تصحیحِ محمد قزوینی و قاسم غنی است.

## در اجراها
مرضیه و قوامی در برنامهٔ شمارهٔ ۵۷۳ از مجموعهٔ گل‌های رنگارنگ این غزل را در آوازِ ابوعطا اجرا کرده‌اند.
تاج اصفهانی نیز در برنامهٔ شمارهٔ ۱۹ از مجموعهٔ برگ سبز این غزل را در دستگاهِ سه‌گاه اجرا کرده‌است.